# サヴォイア伯国

サヴォイア伯国
Contea di Savoia

国の標語: FERT
1250年

サヴォイア伯国 または サヴォワ伯国（イタリア語：Contea di Savoia, フランス語：Comté de Savoie, ラテン語：Comitatus Sabaudiae）は、中世に現在のイタリアとフランスにまたがって存在した国家である。サヴォイア家の祖とされるウンベルト・ビアンカマーノ （980年頃 - 1047年/1048年）により創始された。伯国の領土は非常に不明確ではあるが、大部分は現在ではフランス領となるサヴォワ（サヴォワ県とオート＝サヴォワ県）で構成された。

## 地理
首都の役割を果たすシャンベリを中心とした地域に伯国の中心があった。イタリアの部分はピエモンテ西部の山岳地域のピネローロを中心としたヴァッレ・ディ・スーザとヴァル・キゾーネとなっていた。

## 歴史
サヴォイア家の祖とされるウンベルト・ビアンカマーノは、1003年の文書（ベレーのオッドーネ司教による）において、この地域の「伯」として言及された最初の人物である。
1032年のブルグント王国崩壊により、ウンベルト・ビアンカマーノはローマ皇帝コンラート2世に加勢し、モーリエンヌとサヴォワの伯爵の称号を冠することと、イゼール渓谷のモーリエンヌの所領、ドイツ皇帝の象徴であるワシの紋章の使用の許可を得た。この地域はアルク（Arc）の渓谷沿い、モンメリアンからシャンベリを越えモンチェニージオに至る、ブルージェ湖（オートコンブ修道院に一族の霊廟が作られた）やレマン湖の湖岸、ローヌ川の流域に開けている。
新たな領地を切望していたところ、1046年の息子のオッドーネ（1010年 - 1060年）とトリノ辺境伯オルデリーコ・マンフレーディ2世の娘アデライデとの婚姻を通じてピエモンテとの縁が出来た。その結合はスーザ地域とトリノ辺境伯領をもたらした。
このできごとが、サヴォイア公を創設し、その後ピエモンテ公、サルデーニャ王、最終的にイタリア王となる一族のイタリアへの入り口となった。
オッドーネ1世を継いだのはアメデーオ2世（1048年 - 1078年）とピエトロ1世（1048年 - 1080年）で、伯国は有能な母アデライデが死ぬまで彼女が管理した。
ウンベルト2世（1070年 - 1103年）とアメデーオ3世（1095年 - 1148年）が後を継いだが、後者はオートコンブ修道院を建立し、十字軍から帰国中にペストにより死亡した。
このことから、サヴォイア家の紋章には十字の盾が追加された。息子のウンベルト3世（1136年 - 1189年）の列福後、トンマーゾ1世（1177年 - 1233年）はフリードリヒ2世により皇帝代理に任命され（1225年）、ピエモンテの領地を回復し、アルプスの向こうまで領地を拡大した。
トンマーゾ1世が死ぬと一族内でしばらく対立し、財産を分割することとなった。アメデーオ4世（1197年-1253年）がサヴォイア伯の称号と直轄地の大部分を継ぎ、トンマーゾ2世はアヴィリアーナなどピエモンテの領地を得て、ピエモンテ公（プリンチペ）の称号を得た。
アメデーオ4世の息子ボニファーチョを継いだのは叔父たちで、ピエトロ2世、次いでフィリッポ1世であった。
フィリッポ1世の1285年の死後、サヴォイア伯国は10年にわたる継承権争いに見舞われた。その遺産は家長でもフィリッポ1世の直系でもなく、一族で最も年長で権力のある代表者の手に渡った。3人の請求者からの権力の分割は以下のようになった。伯爵の称号と領地の大部分はアルプス越えの商業経路を掌握したフィリッポ1世の甥アメデーオ5世（1249年 - 1323年）が獲得し、アメデーオの末弟ルドヴィーコはヴォーの北東地区を、フィリッポ（アメデーオ5世の兄トンマーゾ3世の息子）はピエモンテの土地を割り当てられた。
アメデーオ5世を継いだのは2人の息子エドアルド（1284年 - 1329年）とアイモーネ（1291年 - 1343年）で、後者が息子のアメデーオ6世（1334年 - 1383年）に伯位を残した。アメデーオ6世はビエッラ、クーネオ、サンティアを獲得し、ヴォーを統合した。息子のアメデーオ7世（1360年 - 1391年）は「赤い伯爵」 (Conte Rosso) と呼ばれ、ニースを獲得し、サヴォイア伯国を拡張した。その息子、19代サヴォイア伯アメデーオ8世（1383年 - 1451年）は、皇帝ジギスムントにより公爵に昇爵された。

## 歴代サヴォイア伯
| サヴォイア伯                                    | 即位   | 退位   | 代 |
| ----------------------------------------------- | ------ | ------ | -- |
| ウンベルト・ビアンカマーノ (Umberto Biancamano) | 1003年 | 1048年 | 1  |
| アメデーオ1世 (Amedeo I)                        | 1048年 | 1051年 | 2  |
| オッドーネ (Oddone)                             | 1051年 | 1057年 | 3  |
| ピエトロ1世 (Pietro I)                          | 1057年 | 1078年 | 4  |
| アメデーオ2世 (Amedeo II)                       | 1078年 | 1080年 | 5  |
| ウンベルト2世 (Umberto II)                      | 1080年 | 1103年 | 6  |
| アメデーオ3世 (Amedeo III)                      | 1103年 | 1148年 | 7  |
| ウンベルト3世 (Umberto III)                     | 1148年 | 1189年 | 8  |
| トンマーゾ1世 (Tommaso I)                       | 1189年 | 1233年 | 9  |
| アメデーオ4世 (Amedeo IV)                       | 1233年 | 1253年 | 10 |
| ボニファーチョ (Bonifacio)                      | 1253年 | 1263年 | 11 |
| ピエトロ2世 (Pietro II)                         | 1263年 | 1268年 | 12 |
| フィリッポ1世 (Filippo I)                       | 1268年 | 1285年 | 13 |
| アメデーオ5世 (Amedeo V)                        | 1285年 | 1323年 | 14 |
| エドアルド (Edoardo)                            | 1323年 | 1329年 | 15 |
| アイモーネ (Aimone)                             | 1329年 | 1343年 | 16 |
| アメデーオ6世 (Amedeo VI)                       | 1343年 | 1383年 | 17 |
| アメデーオ7世 (Amedeo VII)                      | 1383年 | 1391年 | 18 |
| アメデーオ8世 (Amedeo VIII)                     | 1391年 | 1451年 | 19 |

1416年からはサヴォイア公国となった。